# マービン・ハリソン
マービン・ダーネル・ハリソン・シニア（Marvin Darnell Harrison Sr., 1972年8月25日 - ）は、ペンシルベニア州フィラデルフィア出身の元プロアメリカンフットボール選手で。NFLのインディアナポリス・コルツに所属した。1996年のNFLドラフトの1巡目でインディアナポリス・コルツに指名され、13年間コルツ一筋で現役生活を送った。
ワイドレシーバーのタイトル上位の常連として活躍し、第41回スーパーボウルでシカゴ・ベアーズを破り、スーパーボウル制覇を果たした。NFL史上最高のワイドレシーバーの1人として広く認識されている。
1996年、コルツのヘッドコーチだったトニー・ダンジーと同年に殿堂入りした。

## 経歴

### 生い立ち
フィラデルフィアの中心街で育ち、私立学校であるローマン・カソリック高校に進学した。同校はバスケットボールの強豪校であったが、彼もバスケットボール選手としてプレー、デューク大学やピッツバーグ大学から関心を持たれた。アメリカンフットボールではランニングバック、レシーバー、セイフティ、リターナーとしてプレー、ランで1,812ヤード、レシーブで1,454ヤードを獲得し合計36タッチダウンをあげた。アメリカンフットボール選手としてはノートルダム大学、ペンシルベニア州立大学、マイアミ大学からリクルーティングを受けた。

### 大学時代
シラキュース大学の1年次は2回のレシーブと1回のパンとリターンに終わった。カドリー・イスマイルがNFL入りした後、先発選手に昇格し、2年次の1993年は41回のレシーブでビッグ・イースト・カンファレンスで3位となる813ヤードを獲得、7タッチダウンをあげた。東カロライナ大学戦で180ヤードを獲得した。チームはカンファレンスで4敗するなどボウルゲーム進出は果たせなかった。
3年次の1994年はカンファレンストップの1試合当たり76.1ヤードを獲得、パンとリターンでも平均9,2ヤードを獲得した。4試合で100ヤード以上を獲得、1回当たりのレシーブで21ヤードを獲得した。チームは開幕から7試合を6勝1敗で終えたが最後の4試合中3試合に敗れてこの年もボウルゲーム出場は果たせなかった。
4年次の1995年は全米で注目されるレシーバーの1人となり、ドラフト1巡指名が予想されるようになった。この年、1年次のドノバン・マクナブがエースQBとなったが、ハリソンは6試合で100ヤード以上を獲得し、大学記録となるシーズン1,131ヤードを獲得、8タッチダウンをあげた。パンとリターンでも平均16.8ヤードを獲得、2タッチダウンをあげた。この年チームはボウルゲームに進出、クレムゾン大学と対戦した。
通算2,718レシーブ獲得ヤードを記録した。この記録は2017年にスティーブ・イシュマエルに更新されるまで大学記録であった。また大学通算20タッチダウンレシーブはロブ・ムーアに次いで歴代2位の記録である。

### インディアナポリス・コルツ
1996年のNFLドラフト1巡全体19位でインディアナポリス・コルツに指名された。この指名権はコルツがジェフ・ジョージをアトランタ・ファルコンズにトレードして獲得したものであった。この年でハリソンは、キーショーン・ジョンソン、エリック・モールズ、ボビー・イングラム、ムーシン・ムハマド、エディ・ケニソン、テリー・グレン、アマニ・トゥーマー、ジョー・ホーン、テレル・オーウェンスなどと並んで期待されるレシーバーの1人であった。
1996年、1997年と2シーズン連続で60回以上のレシーブを記録した。
1996年12月15日のカンザスシティ・チーフス戦で6回のレシーブで106ヤードを獲得、3タッチダウンをあげてAFCの週間最優秀攻撃選手に選ばれた。この年64回のレシーブで836ヤードを獲得、8タッチダウンをあげた。
1998年にペイトン・マニングが加入して以降飛躍的に成績を伸ばし、1999年から2006年まで7シーズン連続で1000ヤード以上を獲得した。
1999年、115回のレシーブでNFLトップの1,663ヤードを獲得、12タッチダウンをあげた。
2001年、自己ベストの15タッチダウンをあげた。
2002年、ハーマン・ムーアが持っていた1シーズンのレシーブ記録を20上回る143回のレシーブで1,722ヤードを獲得した。この記録は2019年にニューオーリンズ・セインツのマイケル・トーマスが更新するまでNFL記録であった。
2004年、86回のレシーブで1,113ヤードを獲得、自己ベストタイの15タッチダウンをあげた。
2005年、シーズン後半の7試合中5試合で100ヤード以上のレシーブを記録した。第15週の試合でアイザック・ブルースを抜いて通算レシーブ獲得ヤードでNFL歴代10位、現役1位となった。
2006年、ジェリー・ライス、クリス・カーター、ティム・ブラウンに次いでNFL史上4人目の通算1000レシーブを記録した選手となった。また彼はNFLで100タッチダウンレシーブをあげた7人の1人でもある。この年チームは第41回スーパーボウルに進出、シカゴ・ベアーズを29-17で破りスーパーボウルを制覇した。
2007年第15週の試合でブルースがハリソンの記録を更新し、現役1位に返り咲いた。この年ハリソンはデンバー・ブロンコス戦で相手選手をブロックした際にひざを負傷し欠場していた。この年のプレーオフでもわずかな起用に終わった。ハリソンがレギュラーシーズンの試合を欠場するのは1998年以来2度目のことであった。この年彼は5試合を欠場し、シーズン終了後手術を行った。
2008年12月14日のデトロイト・ライオンズ戦で通算1095回目のレシーブを記録、ティム・ブラウンを抜いてNFL歴代3位となった。さらに12月28日のテネシー・タイタンズで1102回目のレシーブを記録、クリス・カーターを抜いてNFL歴代2位となった。2009年2月、彼は希望してコルツから解雇された。この時点で彼はNFLで最高給のワイドレシーバーでありサラリーキャップを圧迫していた。2009年、どのチームでプレーすることもなくシーズン終了後に現役を引退した。
NFL通算2位の1,102回のレシーブで14,580ヤードを獲得、128タッチダウンをあげた。また190試合連続でレシーブを記録、59試合で100ヤード以上レシーブで獲得するなどのNFL記録を作った。
9試合で3タッチダウン以上あげた。
プロボウルには8回選出された。

### 現役引退後
2000年代のNFLオールディケイドチームに選ばれた。
2011年11月27日のカロライナ・パンサーズ戦でコルツのリング・オブ・オナーに選ばれた。
2016年、プロフットボール殿堂入りを果たした。
2021年、ドワイト・フリーニーとともにカレッジフットボール殿堂入りを果たした。

## 人物
息子のマービン・ハリソン・ジュニアもアメリカンフットボール選手でオハイオ州立大学でプレーしている。

## 成績
| 備考 | 備考         |
| ---- | ------------ |
|      | リーグ1位    |
| 太字 | キャリア最高 |

### レギュラーシーズン
| シーズン | チーム | 試合 | 試合 | レシービング | レシービング | レシービング | レシービング | レシービング | ラン | ラン | ラン | ラン | ラン | ファンブル | ファンブル |
| シーズン | チーム | GP   | GS   | Rec          | Yds          | Avg          | Lng          | TD           | Att  | Yds  | Avg  | Lng  | TD   | FUM        | Lost       |
| -------- | ------ | ---- | ---- | ------------ | ------------ | ------------ | ------------ | ------------ | ---- | ---- | ---- | ---- | ---- | ---------- | ---------- |
| 1996     | コルツ | 16   | 15   | 64           | 836          | 13.1         | 41           | 8            | 3    | 15   | 5.0  | 15   | 0    | 1          | 1          |
| 1997     | コルツ | 16   | 15   | 73           | 866          | 11.9         | 44           | 6            | 2    | -7   | -3.5 | 0    | 0    | 2          | 0          |
| 1998     | コルツ | 12   | 12   | 59           | 776          | 13.2         | 61T          | 7            | –    | –    | –    | –    | –    | –          | –          |
| 1999     | コルツ | 16   | 16   | 115          | 1,663        | 14.5         | 57T          | 12           | 1    | 4    | 4.0  | 4    | 0    | 2          | 1          |
| 2000     | コルツ | 16   | 16   | 102          | 1,413        | 13.9         | 78T          | 14           | –    | –    | –    | –    | –    | 2          | 1          |
| 2001     | コルツ | 16   | 16   | 109          | 1,524        | 14.0         | 68           | 15           | 1    | 3    | 3.0  | 3    | 0    | –          | –          |
| 2002     | コルツ | 16   | 16   | 143          | 1,722        | 12.0         | 69           | 11           | 2    | 10   | 5.0  | 8    | 0    | –          | –          |
| 2003     | コルツ | 15   | 15   | 94           | 1,272        | 13.5         | 79T          | 10           | 1    | 3    | 3.0  | 3    | 0    | 2          | 2          |
| 2004     | コルツ | 16   | 16   | 86           | 1,113        | 12.9         | 59           | 15           | –    | –    | –    | –    | –    | 1          | 1          |
| 2005     | コルツ | 15   | 15   | 82           | 1,146        | 14.0         | 80T          | 12           | –    | –    | –    | –    | –    | –          | –          |
| 2006     | コルツ | 16   | 16   | 95           | 1,366        | 14.4         | 68T          | 12           | –    | –    | –    | –    | –    | 1          | 1          |
| 2007     | コルツ | 5    | 5    | 20           | 247          | 12.4         | 42           | 1            | –    | –    | –    | –    | –    | –          | –          |
| 2008     | コルツ | 15   | 15   | 60           | 636          | 10.6         | 67T          | 5            | –    | –    | –    | –    | –    | 1          | 1          |
|          | 通算   | 190  | 188  | 1,102        | 14,580       | 13.2         | 80           | 128          | 10   | 28   | 2.8  | 15   | 0    | 12         | 8          |

### ポストシーズン
| シーズン | チーム | 試合 | 試合 | レシービング | レシービング | レシービング | レシービング | レシービング | ラン | ラン | ラン | ラン | ラン | ファンブル | ファンブル |
| シーズン | チーム | GP   | GS   | Rec          | Yds          | Avg          | Lng          | TD           | Att  | Yds  | Avg  | Lng  | TD   | FUM        | Lost       |
| -------- | ------ | ---- | ---- | ------------ | ------------ | ------------ | ------------ | ------------ | ---- | ---- | ---- | ---- | ---- | ---------- | ---------- |
| 1996     | コルツ | 1    | 1    | 3            | 71           | 23.7         | 48           | 0            | –    | –    | –    | –    | –    | –          | –          |
| 1999     | コルツ | 1    | 1    | 5            | 65           | 13.0         | 25           | 0            | –    | –    | –    | –    | –    | –          | –          |
| 2000     | コルツ | 1    | 1    | 5            | 63           | 12.6         | 30           | 0            | –    | –    | –    | –    | –    | –          | –          |
| 2002     | コルツ | 1    | 1    | 4            | 47           | 11.8         | 17           | 0            | –    | –    | –    | –    | –    | –          | –          |
| 2003     | コルツ | 3    | 3    | 16           | 250          | 15.6         | 46           | 2            | –    | –    | –    | –    | –    | 1          | 1          |
| 2004     | コルツ | 2    | 2    | 9            | 95           | 10.6         | 24           | 0            | –    | –    | –    | –    | –    | –          | –          |
| 2005     | コルツ | 1    | 1    | 3            | 52           | 17.3         | 24           | 0            | –    | –    | –    | –    | –    | –          | –          |
| 2006     | コルツ | 4    | 4    | 15           | 193          | 12.9         | 42           | 0            | –    | –    | –    | –    | –    | 1          | 0          |
| 2007     | コルツ | 1    | 1    | 2            | 27           | 13.5         | 17           | 0            | –    | –    | –    | –    | –    | 1          | 1          |
| 2008     | コルツ | 1    | 1    | 3            | 20           | 6.7          | 9            | 0            | –    | –    | –    | –    | –    | –          | –          |
|          | 通算   | 16   | 16   | 65           | 883          | 13.6         | 48           | 2            | –    | –    | –    | –    | –    | 3          | 2          |